# K-Tino
Pour les articles homonymes, voir Tino.
K-Tino, de son vrai nom Catherine Edoa Ngoa, née le 12 octobre 1966 à Yaoundé, Cameroun, est une chanteuse camerounaise de bikutsi populaire, surnommée « la femme du peuple ». Elle chante notamment en ewondo et en français.

## Biographie
Zanzibar Epémé, guitariste du groupe Les Têtes brûlées sera son mentor spirituel à ses débuts. À la fin des années 1980, elle prend le micro au cabaret Escalier bar du quartier Nlongkak de Yaoundé. Elle chantera pendant quelques mois avec « Les zombis de la capitale » jusqu'en 1991. Connue au début en tant que Catino, elle prendra ensuite le nom de K-Tino et sortira son premier album Ascenseur.
Après avoir arrêté la musique et disparue de la scène après son album La danse Bankalisée en 2010, K-Tino fait un come-back à la faveur d'une collaboration avec Mani Bella, une jeune artiste camerounaise qui symbolise le renouveau du bikutsi. La chanson intitulée Le Secret de MaMa est publiée le 13 janvier 2018 sur le compte YouTube officiel de la jeune chanteuse et marque le retour de celle qui se fait désormais appeler La Mama par ses fans.

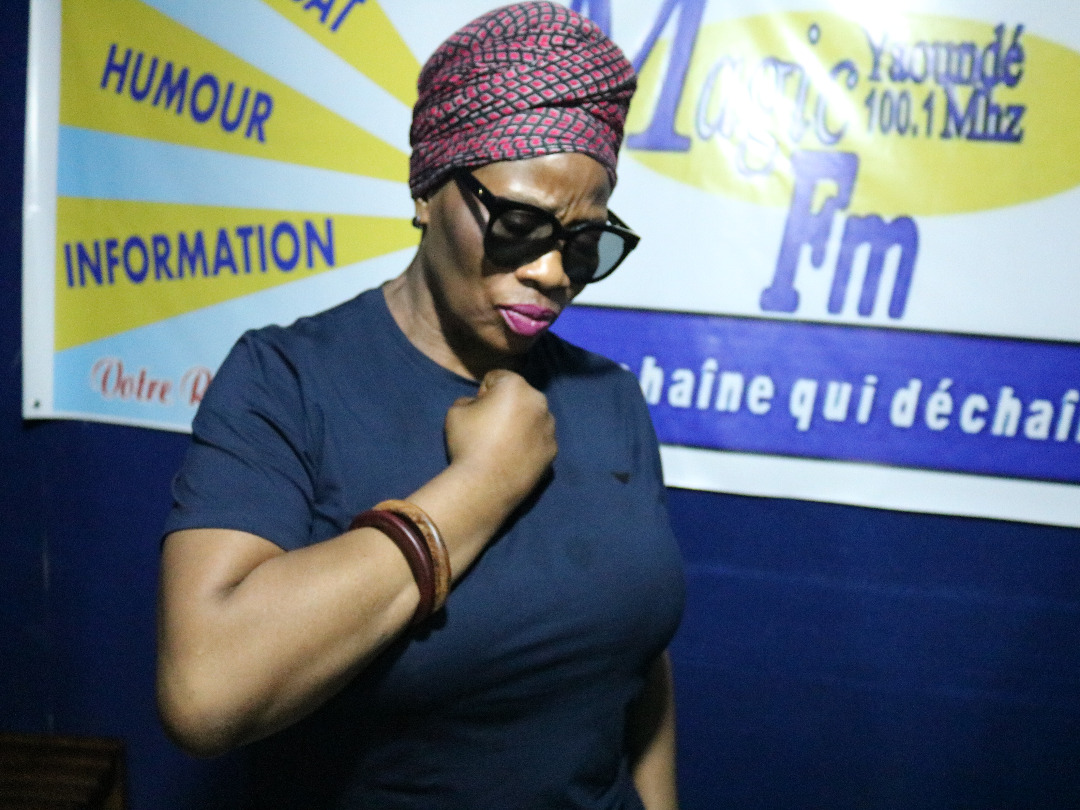
K-Tino en 2018 à Yaoundé lors de la présentation de son single Wata Fufu dans le talk-show La Grosse Émission.

Requinquée par l'engouement suscité par ce retour après des années entre sa nouvelle vie d'évangéliste et d'épouse comblée, l'artiste rentrera en studio. En juillet de cette même année, elle surprend son public avec le titre WataFufu. C'est un titre qui permet à l'artiste de renouer avec la recette qui avait fait son succès quelques décennies plus tôt : un rythme entraînant et surtout des paroles explicites dont raffolent ceux qui la suivent. Titre qui lui vaudra d'ailleurs d'être sélectionnée dans la catégorie Artiste Féminine de l'Année aux Canal 2'Or, cérémonie qui récompense les acteurs culturels du Cameroun et d'Afrique centrale.
En 2020, elle confie qu'après 35 ans de carrière musicale, elle n'a toujours pas de maison, donc pas encore propriétaire
K-Tino est l'invité en tant que légende de la 13 édition du Douala Music Festival aux côtés de John Sallé l'autre légende

## Discographie

### Albums
- 1991 : Ascenseur
- 1993 : Thermomètre
- 1995 : Casse Bambou
- 1998 : La Petite Adada
- 2000 : Viagra - Baisse-toi
- 2000 : Ekobo
- 2000 : Égalité Oblige
- 2001 : Action 69
- 2002 : Ekargator
- 2003 : Ne pousse pas... le bouchon loin avec le Quartier Poto-Poto
- 2003 : Poto-Poto avec le Quartier Poto-Poto
- 2003 : Best of, Vol. 1
- 2006 : 7e ciel
- 2009 : Gueguené
- 2010 : La danse Bankalisée
- 2011 : Atacho

### DVD
- 1999 : Mapouka Clean